# Neonectria veuillotiana
Neonectria veuillotiana är en svampart som först beskrevs av Sacc. & Roum., och fick sitt nu gällande namn av Mantiri & Samuels 2001. Neonectria veuillotiana ingår i släktet Neonectria och familjen Nectriaceae.   Inga underarter finns listade i Catalogue of Life.